# Muréna nosatá
Muréna nosatá (Rhinomuraena quaesita), známá také jako muréna ambonská, je ryba z čeledi murénovití (Muraenidae) a monotypického rodu Rhinomuraena (z řeckého rhinos, což znamená nos). Dle některých anatomických znaků by nicméně druh mohl být zařazen i do samostatné čeledi Rhinomuraenidae. Druh popsal Samuel Garman v roce 1888 a vědeckým synonymem je Rhinomuraena ambonensis Barbour, 1908.
Muréna nosatá obývá Indo-Pacifik, vyskytuje se od východní Afriky přes Austrálii až do Nové Kaledonie a Francouzské Polynésie, na sever její areál výskytu zasahuje až k jižnímu Japonsku. Hojně se prý vyskytuje ve vodách Indonésie. Žije primárně v tropických mořích v malých hloubkách, od 1 do asi 67 metrů. Murény nosaté bývají většinou skryty mezi kameny či v písku (často pouze s vystrčenou hlavou), kde také číhají na kořist, tvořenou převážně menšími rybami, které se k nim přiblíží příliš blízko. Murény dlouhodobě obývají jednu takovou noru, někdy tuto skrýš sdílí i s ostatními jedinci svého druhu.
Muréna nosatá měří 94 až 120 cm, největší jedinci až 130 cm. Z dolní čelisti vyrůstají tři chapadlovité výrůstky, z horní jeden takový výrůstek. Nozdry jsou široce rozšířené a vytvářejí lopatkovité struktury. Mladí jedinci murény nosaté bývají černě zbarveni se žlutou hřbetní ploutví. Samci mají převážně modré zbarvení, avšak se žlutě zabarvenou hlavou. Druh patří mezi hermafrodity, samci po určité době mění pohlaví a přeměňují se na samice. Ty potom bývají téměř celé žluté. Na základě odlišného zbarvení v průběhu vývoje byl pro samičí stádium mylně vytvořen samostatný druh R. ambonensis, v současnosti synonymum pro Rhinomuraena quaesita.
Pro své atraktivní zbarvení jsou murény nosaté často drženy jako exotičtí chovanci v akváriích. Pro tento účel někdy dochází k odchytu murén z volné přírody, avšak tento odchyt probíhá převážně lokalizovaně a celosvětová populace se jím nezdá býti ohrožena. Mezinárodní svaz ochrany přírody druh považuje za málo dotčený taxon.